# Champcevrais
Champcevrais település Franciaországban, Yonne megyében. Lakosainak száma 311 fő (2022. január 1.). Champcevrais Le Charme, Bléneau, Aillant-sur-Milleron, Champignelles és Rogny-les-Sept-Écluses községekkel határos.

## Népesség
A település népességének változása:
| Lakosok száma | 340  | 321  | 315  | 310  | 308  | 306  | 307  | 309  | 311  |
|               | 2013 | 2015 | 2016 | 2017 | 2018 | 2019 | 2020 | 2021 | 2022 |